# Thutmose I
Thutmose I, o anche Thutmosi I, (in egizio Ḏḥwty ms; ossia "Nato dal dio Thot"; ... – 1494 a.C.) è stato un faraone della XVIII dinastia egizia.
|              |
| \| \|        |
|              |
| G26 · ms · s |

| G26 · ms · s |

|              |
| \| \|        |
|              |
| G26 · ms · s |

| G26 · ms · s |

|              |
| \| \|        |
|              |
| G26 · ms · s |

| G26 · ms · s |

|              |
| \| \|        |
|              |
| G26 · ms · s |

| G26 · ms · s |

## Biografia

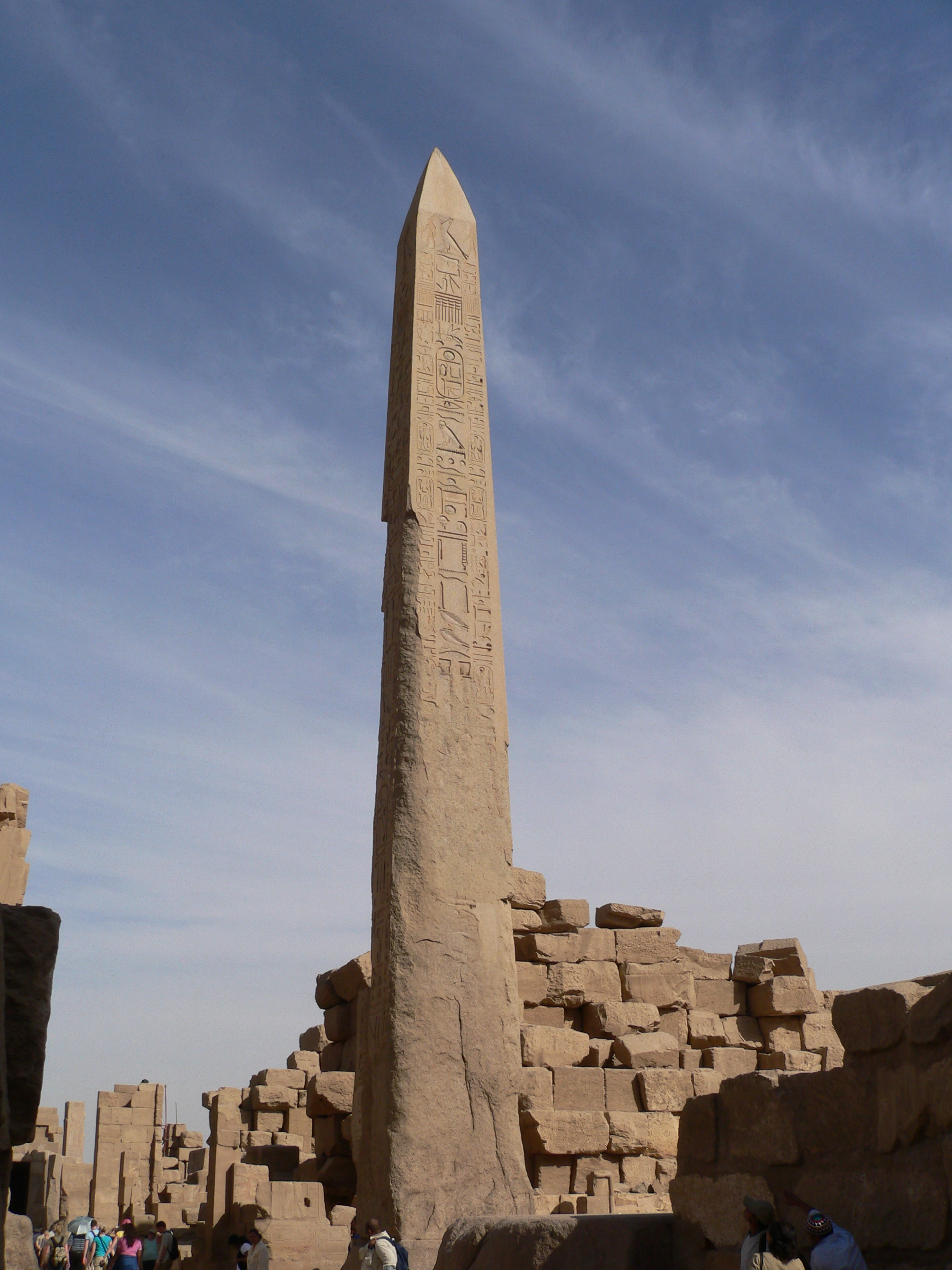
Obelisco di Thutmose I a Karnak

Probabilmente non di stirpe reale, la madre Seniseneb è citata con il solo epiteto Madre del Re, non è chiaro come Thutmose sia giunto al trono (circa nel 1496 a.C.). È possibile che la sua legittimazione nel governare gli sia venuta dal matrimonio con Ahmose, che viene identificata come Sorella del Re e quindi di stirpe regale.
Thutmose è il primo sovrano che può essere definito imperialista del Nuovo Regno, nel senso che dette inizio all'espansione dell'influenza egizia sia verso sud che nell'area palestinese. Lo stesso nome Horo, Toro vittorioso, sottolinea questa tendenza militare-espansionistica che caratterizza la regalità egizia di questo periodo.
Le imprese militari di Thutmose, almeno le prime, ci sono giunte grazie alle iscrizioni tombali di due soldati, ՚Ahmes figlio di Abana e ՚Ahmes Pennekebet che servirono anche sotto i predecessori di Thutmose I a partire da Ahmose I.

La prima preoccupazione del nuovo sovrano fu quella di sedare le rivolte scoppiate nella Nubia. In una stele rinvenuta presso Tombos si enumerano i popoli vinti (probabilmente semplici tribù locali): quelli con le trecce, quelli (con le guance) scarificate, i Nehesyu dal viso bruciato, quelli che vestono di pelli, quelli con i capelli crespi. Al termine della campagna nubiana Thutmose suddivise la Nubia in cinque distretti affidati a capi locali fedeli all'Egitto.
La successiva campagna del sovrano si svolse in Medio Oriente e portò alla conquista di Karkemish ed al raggiungimento dell'Eufrate dove Thutmose pose una stele confinaria rinvenuta cinquanta anni dopo dal nipote Thutmose III.

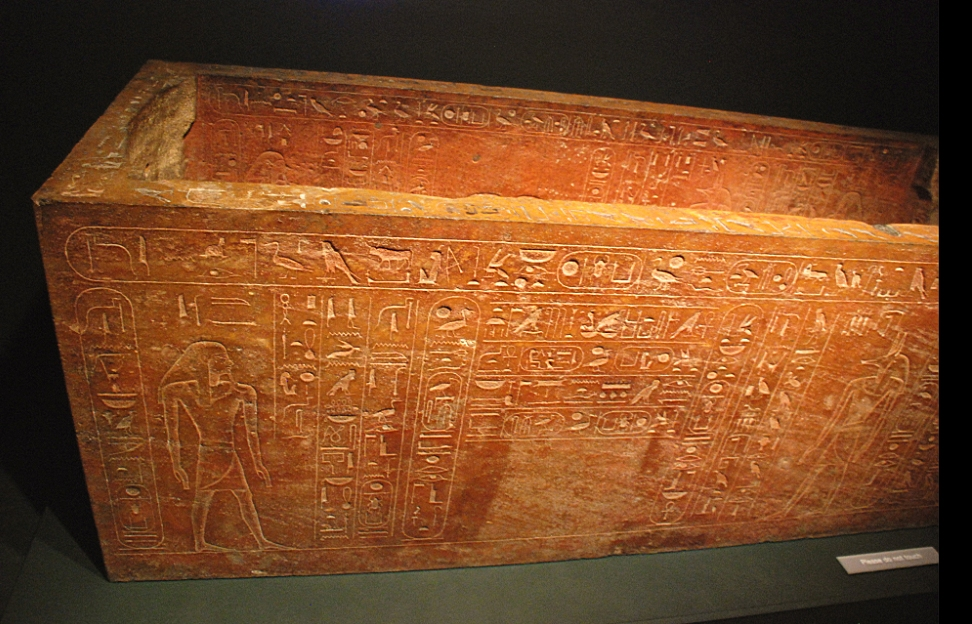
Sarcofago di Thutmose I (04.278.1). Museum of Fine Arts, Boston.

In campo strettamente militare sembra che si debba attribuire a questo sovrano la costituzione di un corpo scelto di truppe montate su carri da guerra.

Thutmose fu anche un attivo costruttore e blocchi con inscritta la sua titolatura sono stati ritrovati un po' ovunque in tutto l'Egitto. A lui si deve il completamento del villaggio di Deir el-Medina, residenza degli operai addetti allo scavo e decorazione delle tombe reali.

Come per molti altri sovrani del Nuovo Regno, la sua mummia peregrinerà cercando di sfuggire ai saccheggiatori per poi finire nel rifugio di Deir el-Bahari, tomba DB320, dove verrà ritrovata. Sepolto inizialmente nella tomba KV38, nella Valle dei Re, la sua salma venne poi trasferita, da Hatshepsut nella tomba KV20, in un nuovo sarcofago, per essere poi riportata nell'originaria tomba da Thutmose III. 
Il 3 aprile 2021 la sua mummia è stata traslata con la Parata d'oro dei faraoni dal vecchio Museo Egizio al nuovo Museo nazionale della Civiltà egiziana.

## Liste Reali
| N5 | O29 | L1 | D28 |

| N5 | O29 | L1 | D28 |

| N5 | O29 | L1 | D28 |

| N5 | O29 | L1 | D28 |

| N5 | O29 | L1 | D28 |

| N5 | O29 | L1 | D28 |

| N5 | O29 | L1 | D28 |

| N5 | O29 | L1 | D28 |

| N5 | O29 | L1 | D28 |

| N5 | O29 | L1 | D28 |

| N5 | O29 | L1 | D28 |

| N5 | O29 | L1 | D28 |

| N5 | O29 | L1 | D28 |

| N5 | O29 | L1 | D28 |

| N5 | O29 | L1 | D28 |

| N5 | O29 | L1 | D28 |

## Titolatura
| G5 |

| G5 |

| E1 · D40 | U6 | C10 |

| E1 · D40 | U6 | C10 |

| E1 · D40 | U6 | C10 |

| E1 · D40 | U6 | C10 |

| E1 · D40 | U6 | C10 |

| E1 · D40 | U6 | C10 |

| E1 · D40 | U6 | C10 |

| E1 · D40 | U6 | C10 |

| G16 |

| G16 |

| N28 · D36 | m&n | F20 · r · t | I13 | O29 · F9 · F9 |

| N28 · D36 | m&n | F20 · r · t | I13 | O29 · F9 · F9 |

| G8 |

| G8 |

| nfr | M4 | M4 | M4 | s | S34 | ib · ib · ib |

| nfr | M4 | M4 | M4 | s | S34 | ib · ib · ib |

| M23 · X1 | L2 · X1 |

| M23 · X1 | L2 · X1 |

| N5 | O29 | L1 | D28 |

| N5 | O29 | L1 | D28 |

| N5 | O29 | L1 | D28 |

| N5 | O29 | L1 | D28 |

| N5 | O29 | L1 | D28 |

| N5 | O29 | L1 | D28 |

| N5 | O29 | L1 | D28 |

| N5 | O29 | L1 | D28 |

| G39 | N5 |

| G39 | N5 |

| G26 | F31 | s |

| G26 | F31 | s |

| G26 | F31 | s |

| G26 | F31 | s |

| G26 | F31 | s |

| G26 | F31 | s |

| G26 | F31 | s |

| G26 | F31 | s |